# NGC 284
NGC 284 é uma galáxia elíptica (E) localizada na direcção da constelação de Cetus. Possui uma declinação de -13° 09' 30" e uma ascensão recta de 0 horas, 53 minutos e 24,2 segundos.
A galáxia NGC 284 foi descoberta em 1886 por Frank Leavenworth.